# Giuseppe Rendina

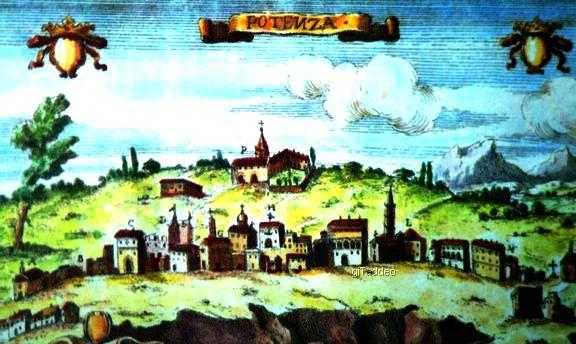
Potenza tra fine XVII e inizio XVIII secolo, in un'incisione da Il Regno di Napoli in prospettiva di Giovan Battista Pacichelli

Giuseppe Rendina (Potenza, 20 maggio 1608 – Potenza, dopo il 1673) è stato uno storico italiano.

## Biografia
Le notizie biografiche su questo storico provengono esclusivamente dalla sua opera. Giuseppe Rendina nacque a Potenza il 20 maggio 1608, figlio di Ottavio, della città di Muro e di Vittoria Pascale.
Fu educato nel Seminario diocesano di Potenza, dove intraprese la carriera ecclesiasticaː infatti fu per qualche tempo parroco di Tito, centro della diocesi potentina. Si impegnò, tornato a Potenza, ad esaminare e studiare documenti presenti all’interno dell’archivio della cattedrale. La sua vita da studioso fu, tuttavia, turbata dalla rivolta di Masaniello nelle province del Regno di Napoli (1647-48). 
Dopo questi avvenimenti si recò a Roma, dove conobbe Ferdinando Ughelli, al quale fornì notizie e documenti (pubblicati in seguito nell’opera Italia Sacra) e Camillo Tutini, che lo stimolarono a scrivere un'opera storica. Soggiornò per un breve periodo anche a Firenze e quando tornò nella sua città natale assunse la carica di arcidiacono della Cattedrale, dedicandosi alla stesura della sua opera Istoria della città di Potenza.
Dopo il 1673 non abbiamo più sue tracceː si presuppone che sia morto poco dopo, forse nemmeno completando l’opera.
Secondo alcuni studi è inesatto attribuire il titolo nobiliare dato a Rendina sostenendo che la famiglia d'origine fu insignita del titolo di conte sub pheudo acquirendo dal re Filippo IV il 22 dicembre 1622 nella persona di Carlo. Questo titolo onorifico venne infisso nel feudo di Campomaggiore nel 1798 , periodo in cui Teodoro, ereditario del feudo ne ottenne il 13 gennaio l'intestazione nel libro del Regio Cedolario.

## Istoria della Città di Potenza

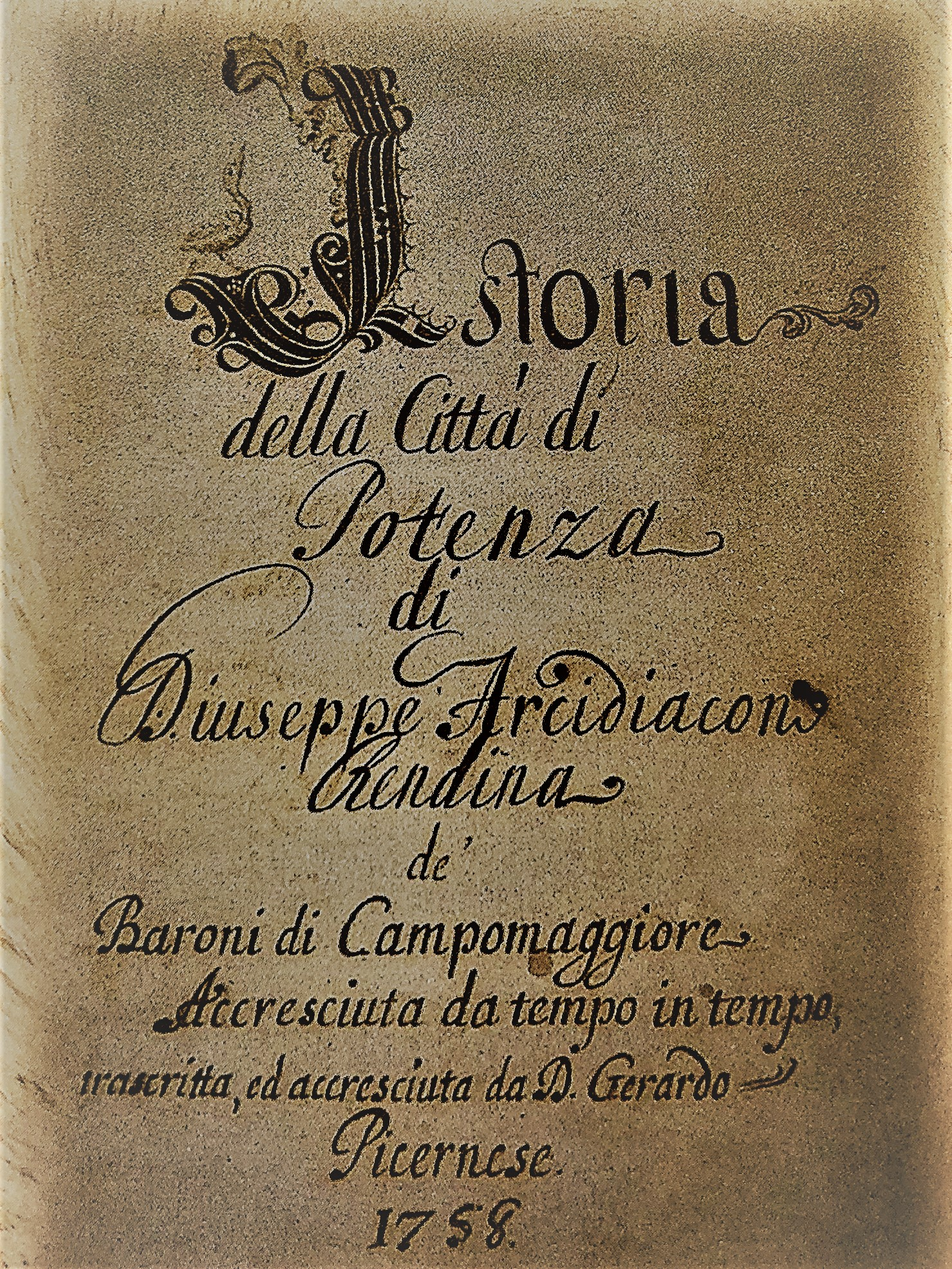
Frontespizio della trascrizione settecentesca dell'opera di Giuseppe Rendina

Giuseppe Rendina fu autore di un manoscritto, una raccolta di memorie sulla città di Potenza, oggi conservato nella Biblioteca Provinciale della città. Tuttavia non si tratta del testo originario ma della copia redatta dal sacerdote Gerardo Picernese, che aggiunse alcune modifiche al testo originale, trascritta poi dall'amanuense Manfredi Vaccaro. Il testo originario, invece, si trovava nel palazzo del principe Loffredo, dove fu ritrovato dal Picernese. 
L’opera è divisa in quattro libri. Il I libro, comprendente sei capitoli, presenta le origini della città di Potenza accettando l’ipotesi dell’Ughelli che la vuole "città antichissima, ma di ignoti principi’"; di Potenza colonia e poi prefettura romana riporta nel capitolo quinto le epigrafi scolpite nei marmi dispersi nella città, che dimostrano tanto l’antichità quanto lo splendore di cui godeva un tempo. I libri II e III, comprendenti rispettivamente sette e cinque capitoli, curano la storia religiosa di Potenza e l’agiografia lucana. Vengono riportate anche numerose curiosità in merito a cicli leggendari legati alla storia di martiri. In particolare il II capitolo è dedicato alla leggenda, tratta da un antico manoscritto esistente nella cattedrale, dei Santi dodici fratelli cartaginesi martirizzati sotto l’imperatore Massimiano e proclamati patroni della città; seguono nel libro 3 notizie e documenti ecclesiastici. il IV libro riporta documenti e notizie su grandi e piccoli avvenimenti cittadini e ecclesiastici.
Gli ultimi due capitoli di questo libro sono dedicati alla storia della famiglia Loffredo, sotto la cui giurisdizione feudale era, all'epoca dell'autore, la città di Potenza.

### Libro I
I 1: Potenza è una città molto antica della Lucania,oggi comunemente chiamata Basilicata. Essa viene citata da autori come Cicerone e Plinio. Si credeva che in passato la città fosse una colonia romana del 566, ma alla fine questa notizia si rivelò falsa in quanto basata su un disguido dal momento che esistevano tre città con il nome di Potenza. Una di queste nelle isole Baleari maggiore (oggi Maiorca); un'altra nel Piceno (all'epoca dell'autore Marca di Ancona); e infine Lucania di Basilicata. 
Gli storici antichi erano soliti citare "Potenza" senza definire a quale delle tre facessero riferimento. Fu solo grazie a Livio che venne chiarito l'errore e si giunse alla conclusione che facevano riferimento a Potenza del Piceno. Secondo alcuni la città fu fondata dai pirati sconfitti da Pompeo che furono mandati a colonizzare diverse terre; tuttavia, non possiamo tracciare un chiaro quadro della sua origine. La fonte a cui ci affidiamo per fare maggiore chiarezza  è l'Italia Sacra, opera dell'Ughelli, che la cita come "città antichissima di ignoti principi". Potenza fu distrutta per due volte e poi ricostruita, per diversi anni fu contea di famiglie nobili e nel tempo in cui visse Rendina fu Contea della famiglia Loffredo.
I 2: Secondo alcuni la Lucania fu popolata dai Sanniti che le diedero il nome, opinione di altri furono i Bovi. 
A sostegno della prima tesi Plinio scrive che i primi popoli della Lucania furono i Sanniti. La regione vantava confini molto più ampi rispetto a quelli odierni: si estendeva da Paestum fino alla terra dei Bruzi a Cosenza. 
Rendina contraddice ciò che ha detto nel capitolo 1 della presunta edificazione della città da parte dei Corsari: infatti questa ha origini molto più antiche. A sostegno di questa ipotesi cita Strabone, in cui si legge che la regione fiorì sotto l'impero di Augusto. D'altronde Appiano sottolinea il fatto che i Corsari, presunti fondatori della città, furono confinati nella Cilicia così che riaffiora come certa la notizia dell'Ughelli espressa nel libro 1.
I 3: In questo capitolo Rendina affronta l'argomento delle colonie romane, prima fornendoci una generale definizione di queste, poi passandole in rassegna una per una e soffermandosi sulla Lucania. Riferisce che nel 534 Annibale varcò la nostra regione conducendo numerose guerre (come attesta Tito Livio, citato dallo stesso autore). Si evince in chiusura che la prima colonia romana di Lucania fu Venosa fondata nel 460 secondo quanto detto da Velleio.
I 4: All'interno di questo capitolo Rendina ci fornisce una definizione delle prefetture dedicando largo spazio a quella di Potenza. Nel 423 i cittadini di Potenza si recarono, insieme ad ambasciatori romani, presso il Senato per denunciare le azioni disoneste dei Sanniti che tentarono di sedurli ad allearsi con loro contro i romani. Rendina sottolinea la grande fedeltà degli abitanti della Lucania che si dimostrarono, non solo in questa occasione, leali a Roma (come riferito anche da Tito Livio). 
Le province, infatti, erano governate da prefetti del senato romano e la Lucania venne denominata prefettura dopo la guerra italica. Anche Sesto Giulio Frontino elogiò la magnificenza della regione soffermandosi in particolare su Paestum dove permangono templi ed altri meravigliosi quanto antichi edifici.
I 5: In questo capitolo Rendina esprime un elogio per la città di Potenza e le sue peculiarità geografiche. Numerosi monumenti e iscrizioni rivestono la città attestando la sua antichità e magnificenza. 
Elenca poi le collocazioni precise di epigrafi: nella Chiesa Cattedrale di San Gerardo sulla base del colonnato, un epitaffio sempre nella stessa chiesa e un altro posto sul muro esteriore, nel puntone della Chiesa Maddalena, nel puntone del Parlatorio delle monache del convento di San Luca e infine un altro epitaffio fuori dalla porta di San Luca. Nella città di Potenza si venerava la dea Venere alla quale venne dedicato un tempio. 
Nel 1137 Vietri di Potenza fu decorata dal sommo Innocenzo II de' Fieschi e Vietri in onore di questo avvenimento eresse una statua di marmo oggi collocata nel muro interiore del cimitero della chiesa madre.
I 6: Rendina tratta della collocazione della città dicendo che questa è posta sugli Appennini e per questa sua caratteristica geografica appare elevata e fortificata dalla natura. Essa, inoltre, è circondata anche dal fiume Basento. 
Per la descrizione di questo fiume Rendina utilizza una personificazione; conclude dicendo che l'aria appare respirabile e pura.

### Libro II
II 1: In questo capitolo Rendina si occupa del martirio e dei dodici fratelli. Lo scrittore narra che questi fratelli erano seppelliti in zone diverse e grazie all'ispirazione che Dio mandò al principe dei Longobardi, i corpi furono esumati e riseppelliti tutti insieme in un unico luogo, Benevento.
II 2: Viene narrato il miracolo dei fiori conservati nella cattedrale di Potenza e che si è soliti attribuire a S. Aronzio. Rendina narra che la cattedrale di Potenza venne inizialmente eretta con la denominazione di santa Maria dell'Assunta, con il corso dei secoli fu poi chiamata cattedrale di San Gerardo (che fu vescovo della città). Proprio in questa chiesa si conservano, in un vaso di cristallo, questi fiori miracolati di cui si dice che fioriscano nei primi giorni di settembre, periodo della festa dei santi fratelli, per poi richiudersi per il resto dell'anno.
II 3: Si narra del martirio dei santi che si pensa che sia stato eseguito sotto l'impero di Diocleziano e Massimiano anche se Vipera ritiene che non accadde in questo lasso di tempo. Allora lo si è fatto risalire all'anno 208 anche se alcune ricerche sottolineano come questo sia stato un errore di trascrizione al posto del 288. Segue il racconto di avvenimenti ecclesiastici accaduti a seguire.
II 4: In questo capitolo Rendina fa un epilogo di tutte le persecuzioni che si sono svolte nei confronti dei cristiani da parte della chiesa. Inizia ad esaminare la situazione dall'anno 206 in cui l'imperatore Valeriano fece strage di cristiani. Nel 278 alla sua morte, ottenne l'impero Tacito che emanò un editto a favore dei cristiani. Nel 279 quando venne eletto imperatore Marco Aurelio Valerio Probo non vi fu alcuna persecuzione. 
Nel 289 Diocleziano occupò l'impero iniziando la più grande persecuzione contro i cristiani. Rendina inoltre trascrive i nomi di questi dodici fratelli: Donato, Felice, Aronzio, Honorato, Fortunato, Sebiniano, Settimo, Genuario, Felice, Vitale, Satoro e infine Reposito.
II 5: Rendina descrive la lezione che si legge in coro nel periodo in cui si celebra la festa dei santi fratelli e che comprende la vita di questi scritti in latino.
'II 6: Si narra della storia del martire San Laverio verso cui Rendina ha molta devozione. La storia di questo santo venne trattata già da Roberto Romano nei suoi libri ed inoltre se ne conservano alcune memorie nell'Italia Sacra dell'Ughelli.
San Laviero nacque da Achileo in un piccolo paesino della Lucania e fu inviato verso la carriera ecclesiastica diventando protettore della città di Tito. Il suo martirio risale al periodo in cui governava Agrippa dal momento che quest'ultimo lo fece sbranare da alcune fiere.
II 7: Rendina fa una breve disamina sui due fratelli Vittorio di Massimiano e Diocleziano. Il primo nacque a Firmico e il secondo a Dioclea e fu costretto a lasciare l'impero perché impazzì. D'altro canto Massimiano fu assediato da Costantino a Marsiglia e si tolse la vita da sé. Entrambi questi imperatori si schierarono in favore della persecuzione dei cristiani.

### Libro III
III 1: Rendina si sofferma sulla storia della cattedrale di Potenza e dei vescovi che si susseguirono. Il primo di questi fu Amanzio,o Amando, che partecipò al concilio romano del 498 e poi nel 559 divenne vescovo Pietro. Secondo Rendina la cattedrale fu eretta, comunque, non prima dell'anno 400.
III 2: I Longobardi, dopo aver occupato l'Italia, la divisero in dodici ducati, tra i quali quello più importante era Benevento. Questo, come si legge nell'Istoria Beneventana di Erchemperto, era governato dal principe Arechi che costruì sia un monastero femminile che il tempio di santa Sofia.
Riguardo a quest'ultimo, il Rendina racconta una vicenda personale: essendo molto devoto a sant'Aronzio si recò a Benevento dove poté visitare proprio questo tempio costruito alla stessa maniera di quello situato a Costantinopoli. Nel mezzo di questo era posta la statua del principe Arechi con una base di marmo bianco sulla quale vi era il nome del santo.
III 3: Rendina si sofferma ora sulla storia di San Gerardo. 
Egli nacque in una città della Liguria e le notizie riguardo alla sua biografia vengono narrate dal vescovo Manfredi nella sua opera. La famiglia del santo era molto famosa a Piacenza e egli, una volta raggiunta la maturità abbandonò la casa paterna e iniziò la sua carriera ecclesiastica a Potenza. Qui iniziò ad istruire i fanciulli potentini con incredibile pazienza. La sua santità fu così tanto recepita dai cittadini di Potenza che questi iniziarono ad acclamarlo e in seguito fu dichiarato vescovo. Si trasferì poi ad Acerenza dove ebbero luogo i suoi primi miracoli; era talmente buono da accogliere nella sua casa molti infermi. Per circa otto anni visse nel vescovado; anni in cui la città di Potenza splendette di gioia grazie a lui. Quando morì tutti i potentini furono molto afflitti e versarono non poche lacrime: venne celebrato il funerale e il corpo fu seppellito in una tomba di marmo fatta decorare da maestri molto abili in quest'arte.
III 4: Manfredi Vaccaro, in aggiunta al manoscritto, racconta che san Gerardo guarì un paralitico e un monaco che era diventato pazzo. Una volta egli sognò il santo che gli porgeva la mano e risvegliatosi cercò di interpretare la sua visione che alla fine si rivelò premonitrice in quanto venne eletto vescovo. Rendina racconta che gli capitò di leggere una lettera scritta da Domenico Aprile, in cui si evince la devozione di questo autore della lettera verso san Gerardo che riuscì a guarirlo da una malattia.
III 5: Rendina narra della venuta dell'imperatore Lotario che giunse dalla Germania con un grande esercito e occupò Bari, Melfi e altri luoghi della Puglia per giungere poi con il papa a Potenza. 
Si pensa che in questo periodo fu anche edificata la città di Atella: allora era vescovo di Potenza Eliacchimo.
Nel 1221 reggeva la chiesa di Potenza il vescovo Garzia e con lui il numero dei canonici della cattedrale, che prima era illimitato, si ridusse a dodici canonici. Inoltre Rendina afferma che all'interno dell'altare Santo Moro de Ferri era disposto il corpo di san Gerardo. Quando il vescovo De Vargas fece aprire il tumulo, in prossimità dei lavori di ristrutturazione che prevedevano un ampliamento della cappella, non si trovò nessuna parte del corpo del Santo. 
Successivamente iniziarono i lavori per la chiesa di San Francesco sotto l'episcopato di un nuovo vescovo. Durante l'edificazione di questa chiesa, accadde un miracolo che venne raccontato da Pietro De Alva De Astorga nel libro intitolato Naturae Prodigium..

### Libro IV
IV 1: All'interno di questo capitolo, Rendina espone qual è lo scopo della storia, che lui si ripropone di seguire fedelmente: rapportare gli eventi in modo veritiero. La storia non è un plagio, ma si ripropone come una delucidazione della realtà che descrive la verità e "seppellisce le adulazioni". 
Fatte tali premesse, l'autore prosegue con la descrizione della battaglia combattuta in Puglia e di notevole importanza anche per la Basilicata. Approfittando della momentanea assenza di Carlo d'Angiò e delle sue truppe, Roberto e Raimondo di Santasofia guidarono la ribellione contro il sovrano. A Potenza la fazione di Corradino fu sconfitto da Carlo, ma il tumulto continuò e la Puglia fu sottoposta a distruzione e rapine. 
La città di Potenza, per porre rimedio, catturò i principali fautori della ribellione ai condottieri di Carlo, ma fu saccheggiata e le sue mura abbattute, come testimonia Eustachio, costretto anch'egli a rifugiarsi a Venosa, dove divenne comandante.
Rendina si dilunga, ancora, in una ricostruzione storica di questi anni, dal 1274 fino al 1426, anno in cui la regina Giovanna II conferì un ampio privilegio a Potenza, i cui cittadini non sarebbero più stati soggetti ad arresti e deportazioni fuori Potenza..
IV 2: In questo capitolo, Rendina illustra gli eventi susseguitesi durante il tenebroso periodo della peste; continuando con la narrazione di Antonio de Ricciardis e Maluzio Guarniero. Questi ultimi mentre conducevano una giovane fanciulla al cospetto della regina Giovanna, furono attaccati presso Satriano e la fanciulla fu rapita. Ma, una volta rintracciata, la fanciulla venne condotta presso le milizie di Giovanna e Satriano, colta di sprovvista durante la notte, fu attaccata e ridotta in ceneri nel 1420. Il Vescovado fu unito con quello di Campagna e Sant'Angelo Le Fratte.
A tale racconto segue l'elenco degli eventi avvenuti tra il 1429 ed il 1482 che ci informano principalmente sulla successione cronologica dei vescovi.
Tra le vicende più importanti l'autore ricorda (dopo aver evidenziato che, nel 1444, il Regno passò ad Alfonso il Magnanimo), che, nel 1466, si inasprirono i rapporti tra la città di Potenza ed il principe di Melfi per la contesa dei confini ed in particolare per il feudo di Lagopesole, culminato con un accordo inscritto su una pergamena conservata nell'archivio della città.
Nel 1471 morì Innico de Guevara, primo conte di Potenza, lasciando al primogenito Pietro il marchesato del Vasto, i contadi d'Apice e d'Ariano ed al secondogenito, Antonio, il contado di Potenza, Vignola, Anzi, Vietri e Rivisco.
Il capitolo si conclude con l'elezione del vescovo Giovanni Filippo Castiglione, milanese, nel 1482.. 
IV 3: Rendina procede con la narrazione degli eventi che seguono la suddivisione delle terre della Basilicata tra Francia e Spagna. Nel 1502, infatti, proprio a Potenza ci fu un congresso per stabilire i confini della città e si dovette attendere il 1506 perché venisse emanato un decreto, oggi conservato nell'archivio della Certosa di San Lorenzo di Padula, che ristabiliva i confini del 1465.
Il capitolo culmina con le vicende del 1524  quando la distrutta terra di Lagopesole si trovava sotto il vescovado del principe di Melfi.
IV 4: Il capitolo si apre con la riforma del clero ad opera del cardinal Colonna che nel 1521 divenne vescovo di Potenza ma successivamente fu destituito, nel 1526, da Clemente VII e la cattedra passò a Nino de Ninis. Nel 1524 il padre fra Matteo de Basso e Fra Ludovico di Forosempronio diedero vita alla nuova riforma chiamata "Vita Eremitica" ma successivamente denominata "dei Cappuccini". Nel 1533, in questo ambito, fra Tullio Balsamo di Potenza edificò il monastero di sant'Antonio la Macchia dei Padri cappuccini
Nel 1516 il conte Carlo de Guevara succedette nel Contado di Potenza ed estirpò le bande di briganti.
IV 5: A partire dal 1542 con l'emanazione di alcuni bandi, si decretò che non si dovessero pagare le rendite delle terre del feudo di Revisco alla chiesa. Tale decreto spinse il clero a chiedere la revoca di questa decisione al conte Carlo de Guevara. In quegli anni il vescovo della nostra città di nome Nino dopo numerosi tentativi riuscì ad ottenere la revoca da parte di Roma e nel 1564 morì dopo essere stato reggente della chiesa di Potenza per trentotto anni: il suo corpo giace a Roma nella chiesa di Sant'Agostino.
Nel 1566, successivamente alla sua morte, il re Filippo II presentò al papa Tiberio Carafa affinché questo fosse consacrato vescovo di Potenza. 
In seguito, nel 1579 il re cattolico presentò alla chiesa di Potenza Sebastiano Barnaba, che diventò poi vescovoː tuttavia, il Barnaba non ebbe lunga vita e fu presto sostituito da Giovanni Iasillo. 
Nel 1606 fu nominato vescovo Gaspar Cardoso dell'ordine di San Benedetto. 
Da questo punto in poi, le note di Gerardo Picernese arrivano, dalla data del 1707, al 1768, con il vescovo Russo, napoletano.
IV 6-7: A questo punto, Rendina ritiene doveroso fermarsi sui suoi protettori, nonché signori di Potenza, i Loffredo. 
La famiglia Loffredo fu detentore di numerosi possedimenti tra i quali il regno di Napoli e di Spagna. Alcuni genealogisti ritengono che le origini di questa famiglia siano germaniche ma in seguito al trasferimento a Napoli si stabilirono definitivamente lì. Questa famiglia è annoverata tra le più antiche e principali di Napoli e come certificato dal re Filippo II la sua origine deriva dalla stirpe dei Normanni; secondo altre fonti la famiglia deriverebbe da stirpe lombarda.
Nel 1602 Ottaviano Loffredo era in possesso di Campobasso mentre nel 1073 Petronio, padre del conte Loffredo, conquistò con la forza la città di Trani. I Loffredo vantarono numerosi feudi e cariche prestigiose anche in Spagna, Francia, Germania, Grecia e Costantinopoli. Nel 1080 morì Roberto Loffredo e suo figlio riacquistò la città di Matera fino ad allora posseduta dai Normandi. I signori Loffredo combatterono con la fazione opposta alla loro famiglia per cui alcuni seguirono Roberto Guiscardo e altri rimasero fedeli alla loro stirpe.
Nel 1097 Loffredo conte di Montescaggioso combatté nella battaglia di Nicca in cui i cristiani sterminarono molti turchi. Nel 1127 visse Camillo di Loffredo che divenne maresciallo in Gallia quando era re Ludovico VII. Il conte Lancellotto III terzogenito di Ranieri e viceré del regno conquistò Parma con l'aiuto dell'imperatore Federico II. I padri del concilio celebrarono con solenni esequie Loffredo per il valore e il servizio dato alla loro famiglia.
Martino Loffredo, primogenito di Ugotto Loffredo acquistò il cognome Avalos per aver ammazzato il fratello del re di Cardia. Il Costo nell'Istoria di Napoli riferisce che nell'anno 1750 Cecco dei Loffredo era governatore della provincia di Otranto. Ci informa anche riguardo al convento dei padri riformatori, edificato nel 1488 con il denaro dei conti di Potenza. Successivamente nel 1592 passò nelle mani dei padri riformati e fu completato con lo studio di teologia e filosofia. 
Alla fine di questo capitolo, il Picernese, a margine della trascrizione, ci informa del fatto che essa fu completata nel 1769.

## Analisi critica
Ideologie arcaiche ed ecclesiastiche si ripercuotono sull'opera del Rendina, incastonandola in una prospettiva limitata e ristretta non aperta a interpretazioni posteriori. Ne deriva un interesse quasi esclusivo per vicende ecclesiastiche e signorili, rigorosamente celebrate mediante toni solenni e maestosi, oscurando, invece, una prospettiva globale della città, illuminandola solo in questi due ambiti.
Si limita, quindi, a far prevalere la tradizione più antica sulla più recente e a riportare repertori tralasciando il concetto di svolgimento dei fatti storici, legati tra loro soltanto esteriormente per mezzo della cronologia e genealogia. Tale attenzione è condizionata anche dall'esperienza personale del Rendina, dalla sua frequentazione abituale alla casa dei Loffredo e dalla carica di arcidiacono. 
Non si tratta però di un'opera propagandistica, trasfigurata per ambizioni personali e fondata su mere leggende, ma il manoscritto si presenta abbastanza contenuto ed equilibrato: numerosi riferimenti bibliografici e documenti, infatti, attestano la veridicità del manoscritto e, di conseguenza, tutta la narrazione è regolata dal ruolo predominante del documento che permette l’approccio diretto a fonti storiche e grazie al quale è possibile delineare l’identità storico culturale della comunità potentina con un taglio non localistico ma con l'occhio attento allo spessore del valore storico.